# Eleccions legislatives de Cap Verd de 1975
Les eleccions legislatives de Cap Verd de 1975 es van celebrar a Cap Verd en juny de 1975 com a preliminar de la independència de Portugal el 7 de juliol del mateix any. Aleshores al país l'únic partit legal era el Partit Africà per la Independència de Guinea i Cap Verd (PAIGCV) i als votants se'ls va demanar que aprovessin o rebutgessin la llista del PAIGCV de 56 membres per a l'Assemblea Nacional del Poble. La llista fou aprovada pel 95,6% de votants, amb una participació del 86,7%.

## Resultats
| Partit                                                  | Vots    | %    | Escons |
| ------------------------------------------------------- | ------- | ---- | ------ |
| Partit Africà per la Independència de Guinea i Cap Verd | 100.835 | 95,6 | 56     |
| En contra                                               | 4.688   | 4,4  | –      |
| Total                                                   | 105.503 | 100  | 56     |
| Votants registrats/participació                         | 121.724 | –    |        |
| Font: Nohlen et al.                                     |         |      |        |